# Thiago Carleto Alves
Thiago Carleto Alves (São Bernardo do Campo, 1989. március 24. –) brazil labdarúgó, a Botafogo balhátvédje.

## Fordítás
- Ez a szócikk részben vagy egészben  a   Thiago Carleto Alves című angol Wikipédia-szócikk fordításán alapul.  Az eredeti cikk szerkesztőit annak laptörténete sorolja fel. Ez a jelzés csupán a megfogalmazás eredetét és a szerzői jogokat jelzi, nem szolgál a cikkben szereplő információk forrásmegjelöléseként.